# Ford Mustang (2023)
La Ford Mustang VII (nome in codice S-650) è la settima generazione dell'omonima vettura, una pony car prodotta dalla casa automobilistica statunitense Ford dal 2023.

## Contesto

### Presentazione e debutto
La settima generazione viene presentata al salone di Detroit il 14 settembre 2022, mentre la produzione è stata avviata presso lo stabilimento di Flat Rock nel Michigan a partire tra aprile e maggio 2023.

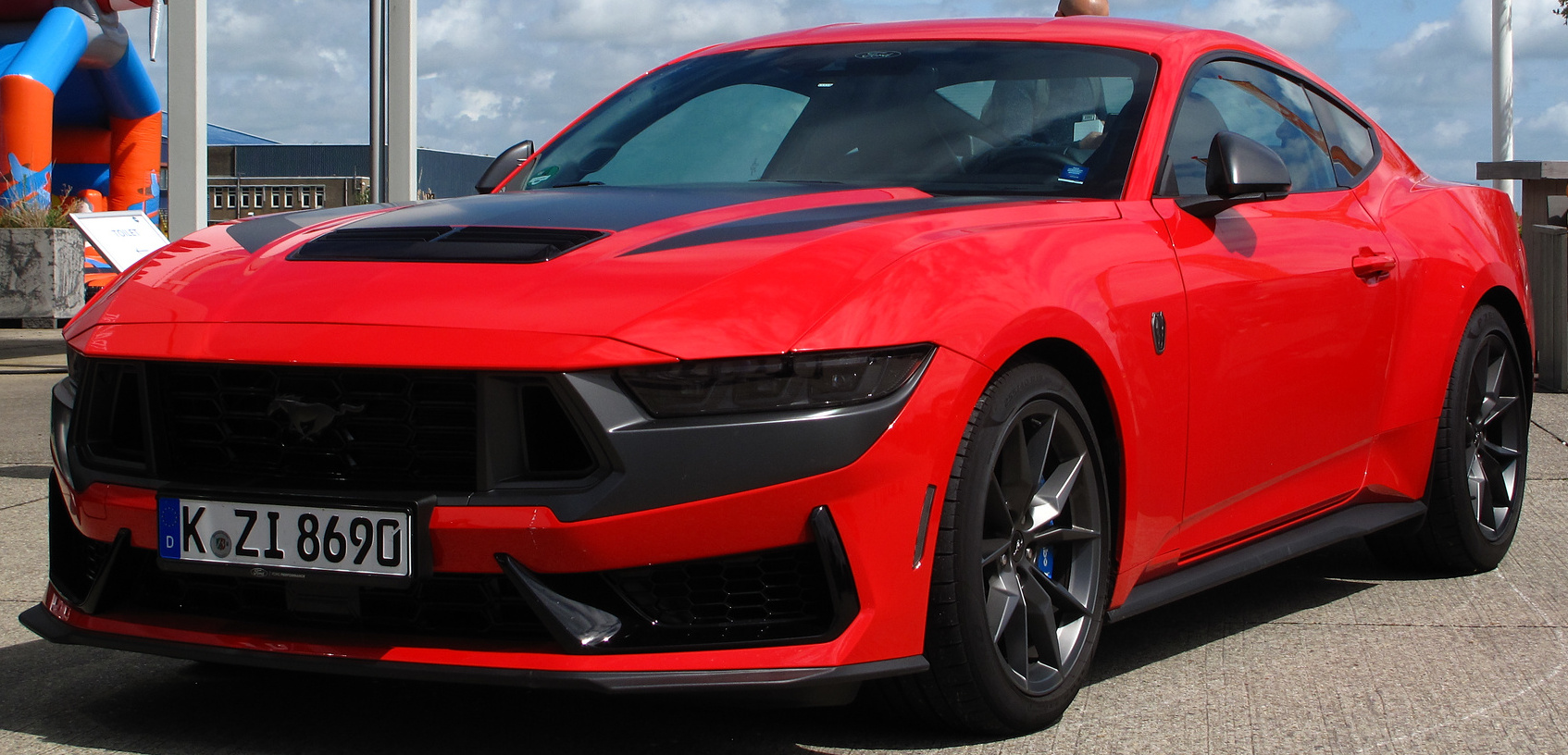
Mustang GT Fastback Dark Horse

### Carrozzeria
Questa generazione della Mustang è stata influenzata nell'estetica dalla precedente generazione, con il frontale che è caratterizzato da una griglia anteriore molto ampia a T rovesciata dalla forma esagonale con i fari anteriori squadrati molto allungati e sottili.
Nella parte posteriore rimane la barra orizzontale di colore nero che ingloba i fari (dotata di un sistema di illuminazione a LED di serie) a tre barre verticali che hanno caratterizzato tutte le Mustang delle precedenti generazioni.

### Profilo, tecnica e meccanica

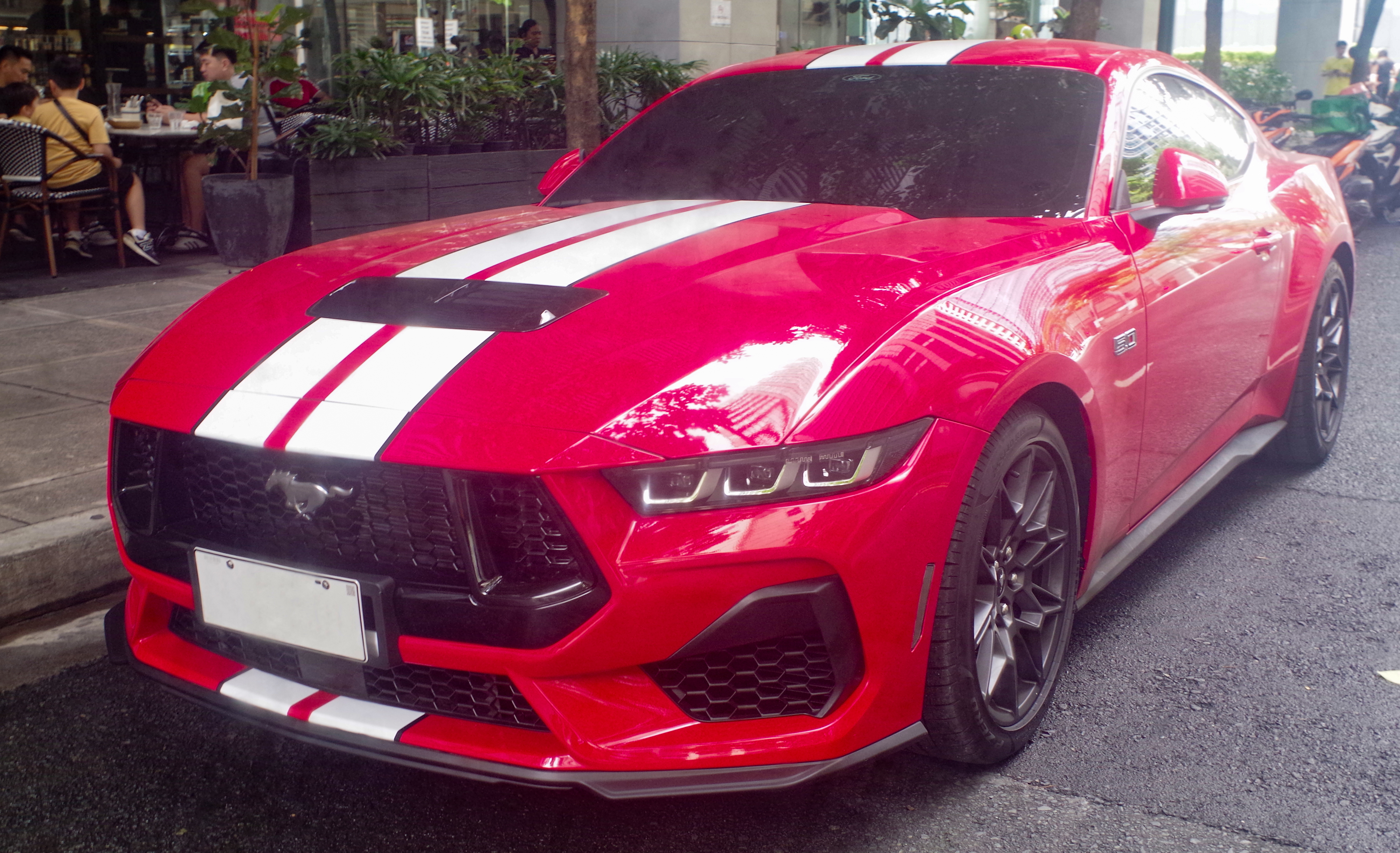
Mustang 5.0 GT

I cambiamenti rispetto alle precedenti serie non sono stati radicali. Si tratta della seconda generazione di Mustang pensata per il mercato globale, e non solo per quello statunitense. La Mustang viene venduta anche negli altri paesi e continenti nel quale Ford è presente; la Mustang come per la precedente, viene prodotta anche con la guida a destra installata direttamente in fabbrica per i mercati che la prevedono, quali Regno Unito o Australia; precedentemente, le Mustang venivano adattate aftermarket o semplicemente mantenute con guida a sinistra in questi mercati. La settima generazione della Ford Mustang sarà anche la seconda a essere commercializzata e ufficialmente importata in Italia.
Al lancio, sono disponibili tre trasmissioni: un manuale Getrag a 6 marce (solo GT), un cambio manuale a 6 marce Tremec (solo Dark Horse) o un cambio automatico Ford a convertitore di coppia a 10 marce.

## Motorizzazioni

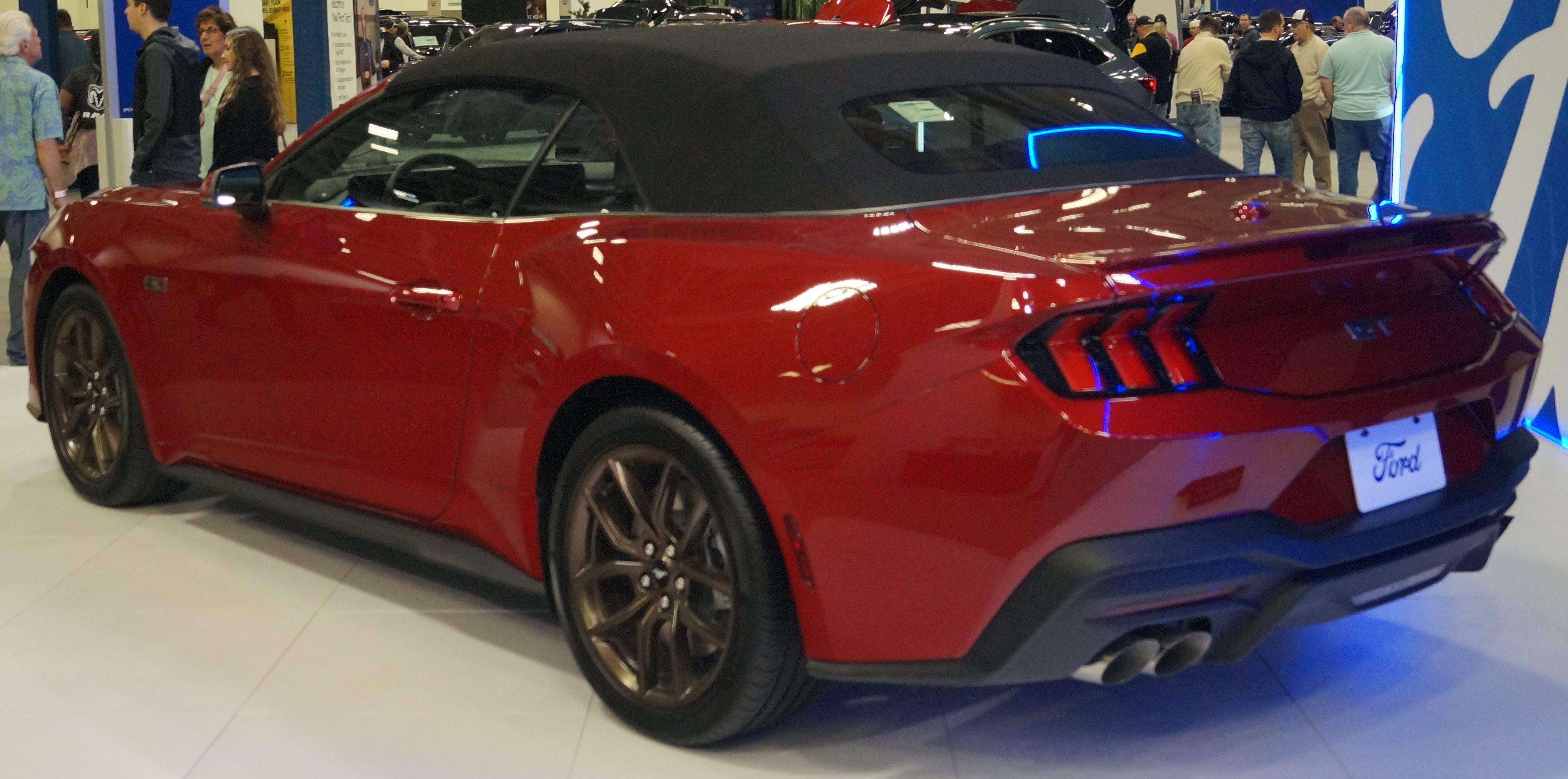
Cabrio

In Italia e in Europa verranno commercializzate due delle tre motorizzazioni disponibili negli Stati Uniti: un quattro cilindri turbo a iniezione diretta EcoBoost da 2,3 litri e un V8 aspirato da 5.0 litri "Coyote". Il motore 2.3 litri rispetto alla Mustang precedente, è stato riprogettato e migliorato.
Su quest'ultimo i tecnici della casa dell'ovale hanno ottemperato pesanti modifiche e utilizzato un turbocompressore a bassa inerzia twin-scroll, che risulta essere più leggero e meno costoso rispetto a un sistema biturbo; la testa dei cilindri integra il collettore di scarico che separa le sponde interne ed esterne dei cilindri in ciascun passaggio di entrata dell'aria al turbo.
| Modello                 | Cilindrata  | Potenza                          | Coppia                   | Rapporto di compressione |
| ----------------------- | ----------- | -------------------------------- | ------------------------ | ------------------------ |
| EcoBoost                | 2.253 cc    | 315 CV (235 kW) a 5.500 giri/min | 475 N⋅m a 3.000 giri/min | 10,6:1                   |
| GT (Europa)             | 5.037 cc V8 | 448 CV (334 kW) a 7.150 giri/min | 538 N⋅m a 4.900 giri/min | 12:1                     |
| Gran Turismo            | 5.037 cc V8 | 480 CV (358 kW) a 7.150 giri/min | 567 N⋅m a 4.900 giri/min | 12:1                     |
| GT (con scarico attivo) | 5.037 cc V8 | 486 CV (362 kW) a 7.250 giri/min | 567 N⋅m a 4.900 giri/min | 12:1                     |
| Dark Horse (Europa)     | 5.037 cc V8 | 453 CV (338 kW) a 7.250 giri/min | 538 N⋅m a 4.900 giri/min | 12:1                     |
| Dark Horse              | 5.037 cc V8 | 500 CV (373 kW) a 7.250 giri/min | 567 N⋅m a 4.900 giri/min | 12:1                     |

## Versioni speciali

### Mustang Dark Horse
La Dark Horse è una versione migliorata e più prestazionale, dotati di un equipaggiamento più sportivo fornito di differenziale a slittamento limitato, telaio rinforzato con assetto ribasso, nuova barra stabilizzatrice posteriore, ammortizzatori adattivi MagneRide, pinze freno anteriori Brembo a 6 pistoncini e sistema di raffreddamento migliorato con un nuovo radiatore. Il motore è una versione modificata del V8 da 5.0 litri, che qui utilizza un albero motore, bielle forgiate e pistoni della Shelby GT500 di sesta generazione.

### Mustang GTD

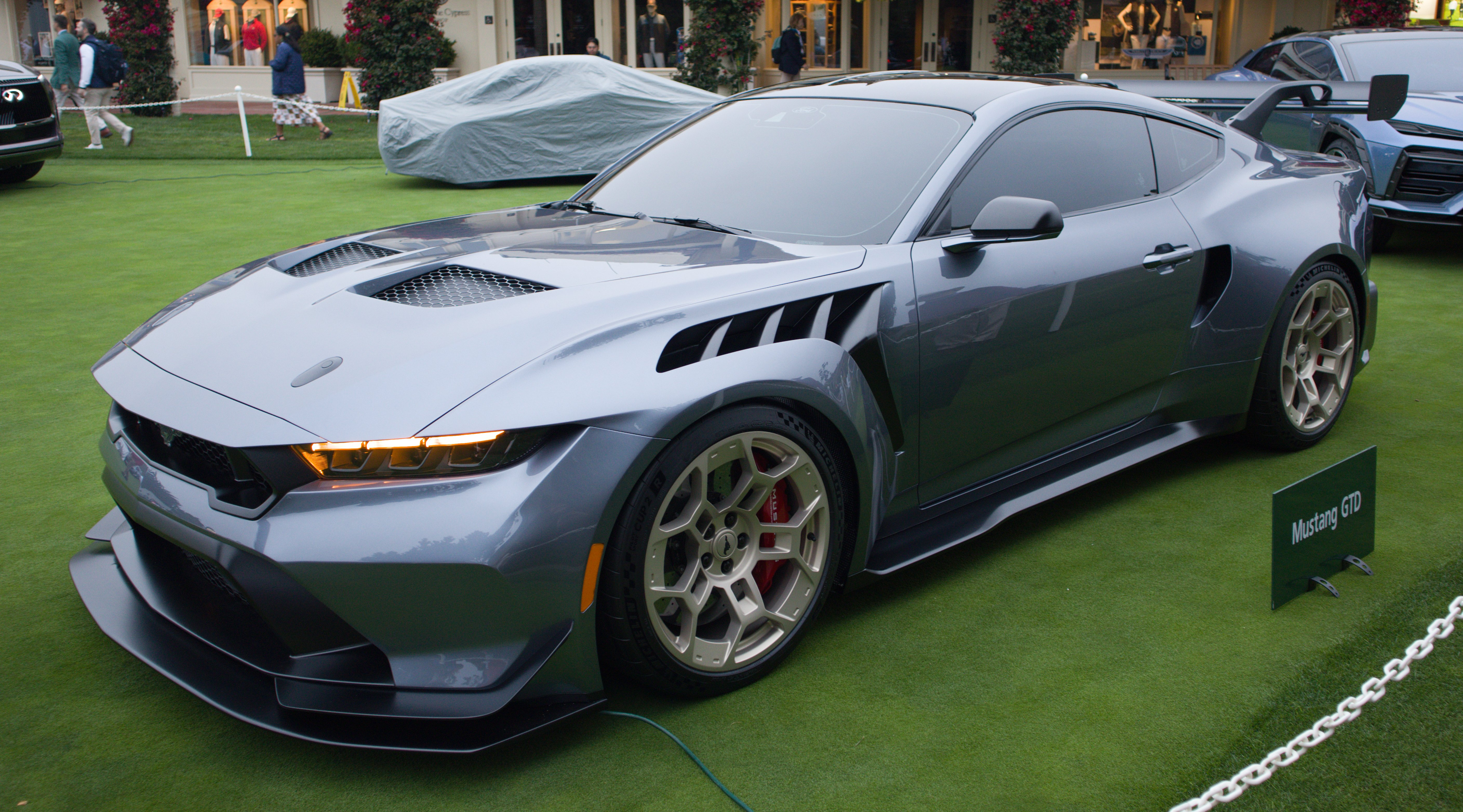
Mustang GTD

Il 17 agosto 2023 Ford ha annunciato la Mustang GTD, una versione stradale derivata direttamente dalla sua controparte versione da corsa omologata GT3. Questo modello si caratterizza per una carrozzeria totalmente rivista nel design per ottenere maggiore carico aerodinamico e un V8 "Predator" sovralimentato da 5,2 litri (derivato dal propulsore che equipaggiava la precedente Shelby GT500), che eroga 826 cavalli e 900 Nm di coppia. La versione GTD Spirit of America eroga 815 cavalli, ed è accreditata di una velocità massima di 315 km/h.

## Attività sportiva

### Mustang GT3

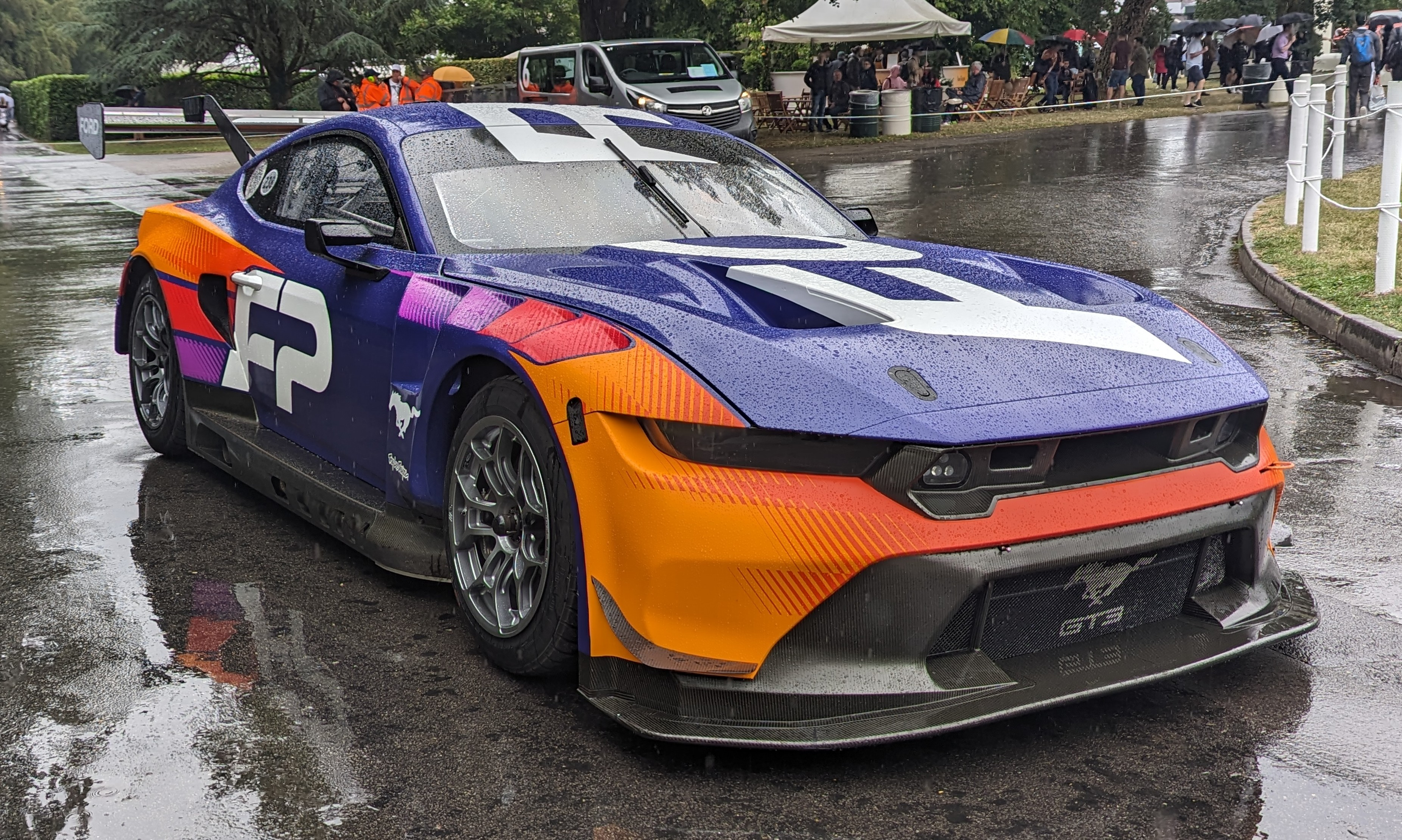
Mustang GT3

Nel 2022 Ford ha annunciato lo sviluppo della Ford Mustang GT3 basata sul modello Dark Horse, costruita con il supporto della Multimatic. Dal 2024 partecipa al Campionato IMSA WeatherTech SportsCar (nelle classi GTD Pro e GTD) e al Campionato del mondo endurance (classe LMGT3). Il team ufficiale Ford Multimatic Motorsports corre nella classe GTD Pro IMSA mentre il team cliente Proton Competition corre con la Ford Mustang GT3 nel sia nel Mondiale endurance che nella classe GTD della IMSA.